# ميكلوس بيتر
ميكلوس بيتر (بالمجرية: Péter Miklós)‏ هو لاعب جمباز فني مجري، ولد في 27 أبريل 1906، وتوفي في 18 يوليو 1978.

## وصلات خارجية
- ميكلوس بيتر على موقع أوليمبيديا (الإنجليزية)